# Erdei busalepke
Az erdei busalepke (Ochlodes sylvanus) a rovarok (Insecta) osztályának lepkék (Lepidoptera) rendjébe, ezen belül a busalepkefélék (Hesperiidae) családjába tartozó faj.

## Előfordulása
Európai faj. Hiányzik Írországból, Észak-Skóciából és Skandináviából az 56. szélességi foktól északra. Délen csupán Szardínián, Korzikán és Krétán nem honos. Elterjedési területén nem ritka.

## Megjelenése
A röpülő lepkét a laikus nehezen tudja meghatározni, mert sok más fajhoz hasonlít. Elülső szárnya 1,5-1,8 centiméter hosszú. A szárnyak alapszíne sötétbarna, világos barnássárga mezőkkel és foltokkal, fonákjuk világosabb, zöldes árnyalattal, elmosódó szélű sárga, többé-kevésbé négyzet alakú foltokkal. A hím elülső szárnyán ferde, bársonyfekete vonal látható. A nőstény elülső szárnya világosabb alapszínű. A vesszős busalepkéhez (Hesperia comma) nagyon hasonlít.

## Életmódja, élőhelye
Nyílt területeken, erdők rétjein, erdőszéleken, napos lejtőkön, parkszerű vidékeken él, 2000 méter magasságig.
Tápláléka csomós ebír, erdei szálkaperje, tarackbúza, és egyéb vadfüvek (Calamagrostis-, Brachypodium- és kékperje-fajok (Molinia)).

## Szaporodása
Egyetlen, hosszú életű nemzedéke májustól szeptemberig repül. Délen olykor két, sőt három nemzedéke fejlődik. Hernyóidőszaka szeptembertől májusig tart. A hernyó kékeszöld, sötét hát- és sárga oldalvonallal, feje fekete. Különféle füvek tövén él, a fűlevelekből összeszőtt csőben alakul áttelelő bábbá.

## Képek

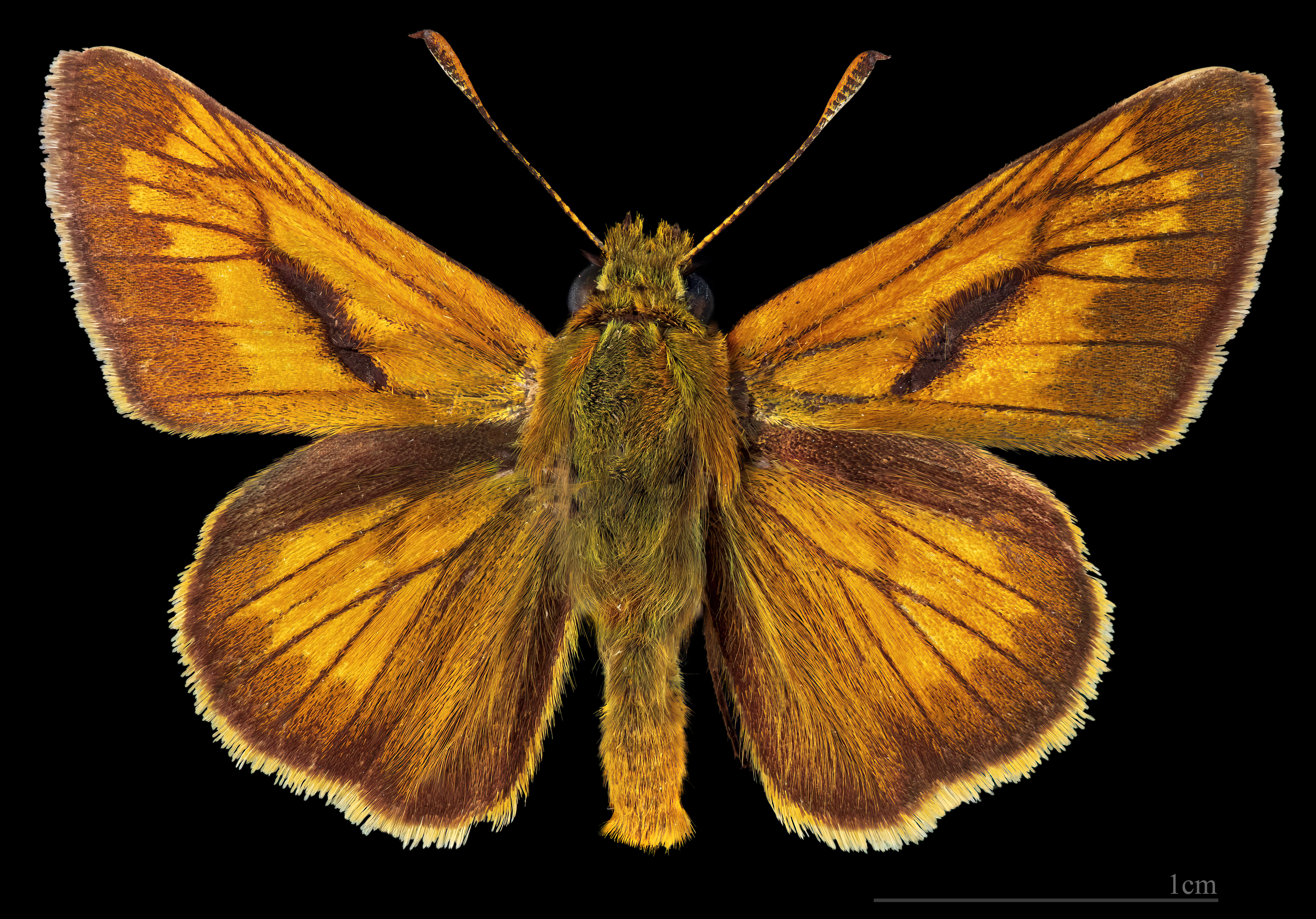
Ochlodes sylvanus ♂
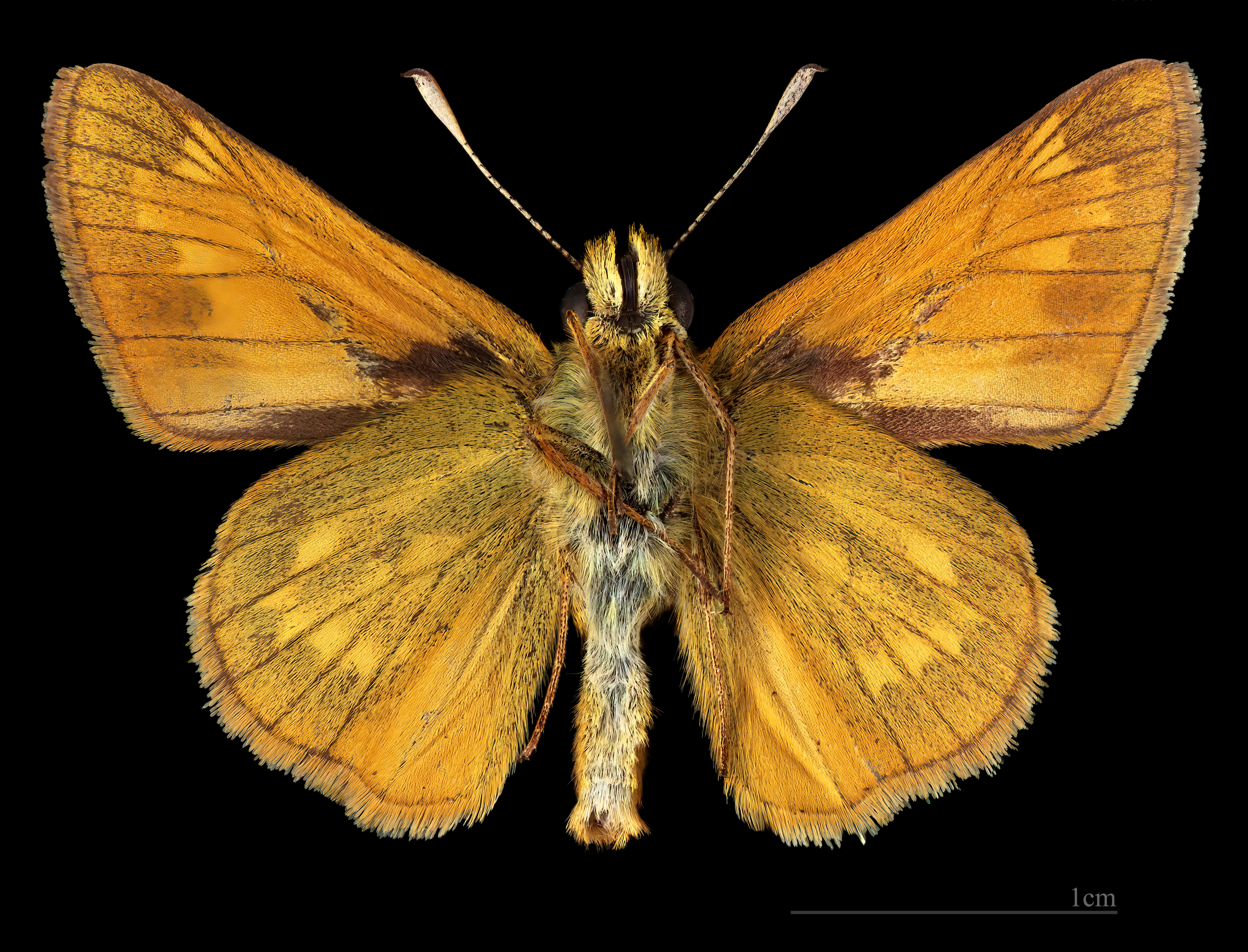
♂ △
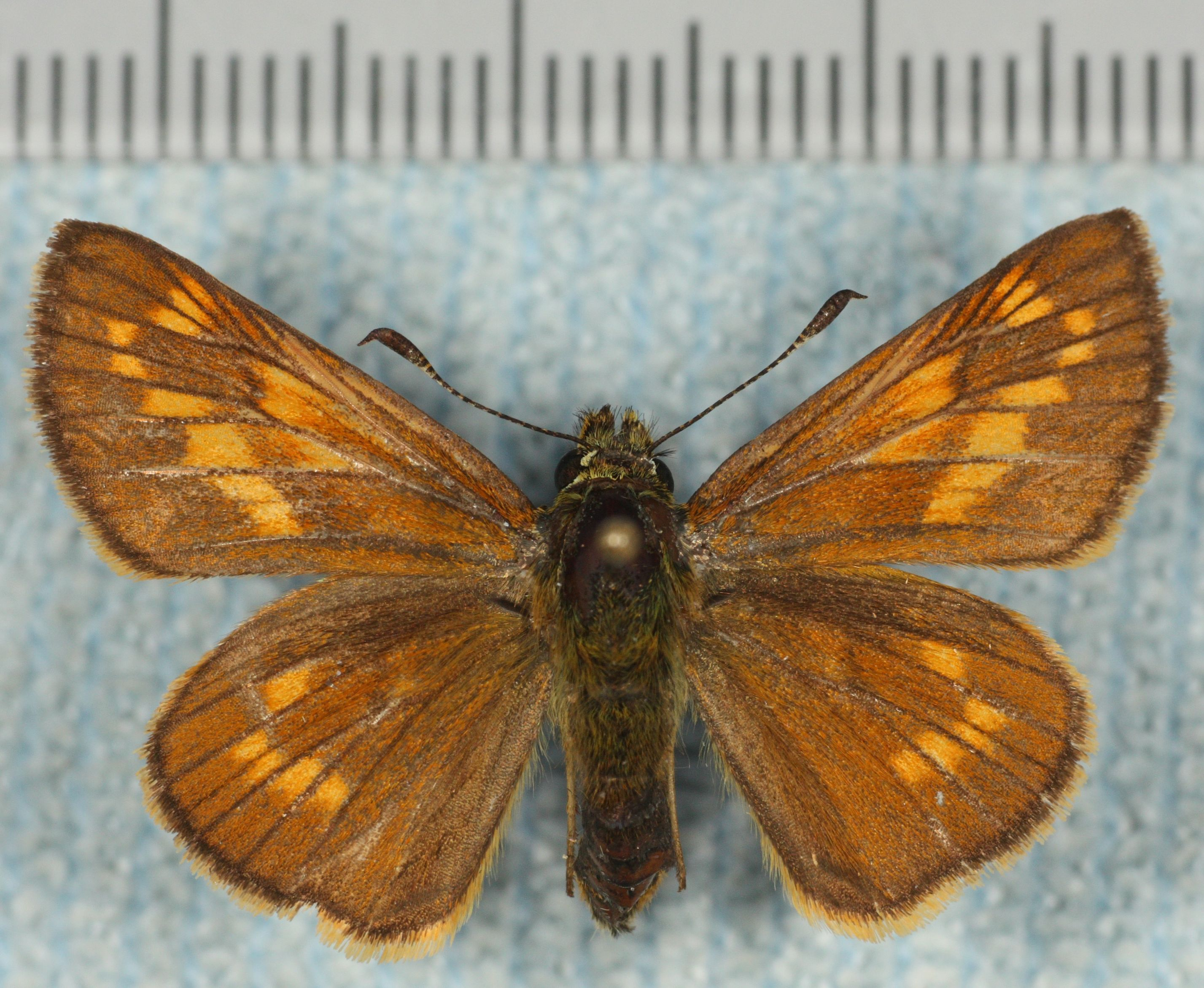
♀
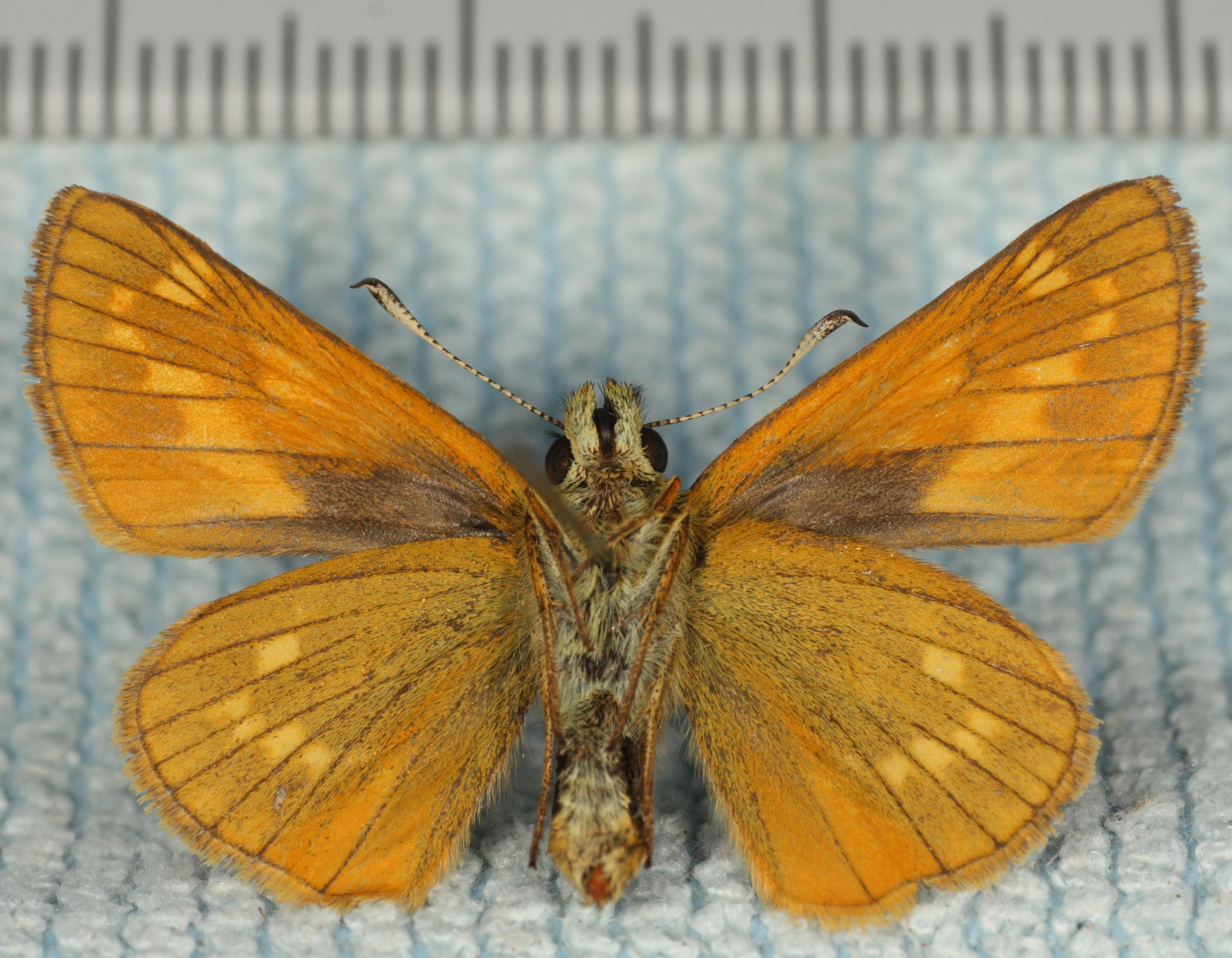
△ ♀